# Deutscher Wirtschaftsführer
Das Nachschlagewerk Deutscher Wirtschaftsführer – Untertitel Lebensgänge deutscher Wirtschaftspersönlichkeiten. Ein Nachschlagebuch über 13000 Wirtschaftspersönlichkeiten unserer Zeit – erschien 1929 und enthält biografische Notizen zu mehr als 13.000 Persönlichkeiten der damaligen Wirtschaft der Weimarer Republik. Bearbeiter war Georg Wenzel, verlegt wurde das Werk von der Hanseatischen Verlagsanstalt (Hamburg, Berlin und Leipzig).
Aufnahme fanden lebende Personen aus Deutschland, dem Saargebiet und der Freien Stadt Danzig, „die für die Gesamtwirtschaft, eine Berufsgruppe oder eine Landschaft kennzeichnend sind“. Als solche machte Wenzel insbesondere Vorstandsmitglieder von an den wichtigsten deutschen Börsen notierten Aktiengesellschaften, Präsidenten von Handels-, Handwerks- und Landwirtschaftskammern sowie Inhaber bedeutender Unternehmen aus. Enthalten die Einträge genauere biografische Informationen, beruhen diese im Allgemeinen auf Selbstauskünften.

## Rezeption
Eine positive Besprechung des Deutschen Wirtschaftsführers erschien 1930 in der Rubrik für Neuerscheinungen der Zeitschrift für angewandte Chemie. Der Rezensent Scharf stellte fest, dass das Buch „zweifellos in bedeutsamer Weise eine Lücke zwischen den bereits vorhandenen Nachschlagewerken ahnlicher Art“ fülle, da es sowohl „führende Persönlichkeiten der Privatwirtschaft“ als auch „der gesetzlichen und freiwilligen Organisationen“ berücksichtige, und „allen Interessenten, zu denen u. a. auch die Büchereien aller Firmen gehören, angelegentlich empfohlen werden“ könne.
Georg Wenzels Werk ist im „Quellenverzeichnis“ des Deutschen Biographischen Index und im „Verzeichnis der häufig benutzten Werke“ der Deutsche Biographische Enzyklopädie aufgeführt.